# Ermita de la Veracruz (Trebujena)

La ermita de la Veracruz, situada en la calle Veracruz, fue un edificio religioso importante de la localidad gaditana de Trebujena durante los siglos XVI al XIX que desempeñó las funciones de parroquia durante las obras de construcción del templo parroquial (1797-1806).

## Descripción
En la portada principal hay una portada cegada de ladrillo rojo que consta de un arco de medio punto flanqueado por dos pilastras adosadas terminadas en capitel. Sobre los capitales hay entablamento almohadillado y cornisa, sirviendo de base al motivo iconográfico de la ermita: la Santa Cruz. La fachada se complementa con cornisa y frontispicio de líneas curvas, y alberga en el centro un rosetón, parecido al que podemos encontrar en la ermita de Ntra. Sra. de Palomares. Este frontispicio se corona con cruz y veleta.
En la ermita radicaba la  “Hermandad del Cristo de la Veracruz” y de “la Virgen del Desconsuelo”.
Su planta es rectangular, de una sola nave, en cuya cabecera se halla el altar mayor, cubierto por una cúpula sobre pechina y resguardando el camarín de la Virgen un magnífico retablo churrigueresco.
El techo de la nave tiene forma de cubeta invertida, de claras influencias mudéjares, con ocho pares de vigas que las unen por su base, siendo la central pintada con una paloma, motivo que artístico que revela el nombre de la Ermita.

## Interior
En el interior de la Ermita nos encontramos de frente con un retablo.  A modo de los Churriguera, está concebido arquitectónicamente, pues los elementos constructivos adquieren resalte, de gran movimiento. Los estípite, las guirnalda y formas vegetales cubren todo el marco, abriendo sólo el arco principal, que da paso al camarín, y tres hornacina, dos laterales y una en el centro de la parte superior, que amparan a tres imágenes talladas de la misma madera rojiza.

## Exterior
Sobresale en el exterior la espadaña del campanario de dos vanos y la puerta, muy parecida, a la del Perdón de la iglesia parroquial, de medio punto, con columnas adosados y frontón partido. En las paredes laterales hay contrafuertesque actúan de sostén de la cúpula.

## Estado de conservación
De su patrimonio sólo se conservan los libros de Cabildos las imágenes titulares, tallas de gran antigüedad. La imagen de la virgen es de autor desconocido y fue adquirida en 1740 por el precio de 500 real de vellón (antigua divisa española de la época) . Desde los años 50 procesiona con la Hermandad del Cristo de la Misericordia.
La ermita, tras ser vendida, se convirtió en bodega, para ser más tarde transformada en colegio público hasta 2003.
En 2017 existe un importante proyecto para la construcción del que será la futura Casa de la Cultura y el Teatro Municipal.

## Imágenes
La imagen de la Patrona es un maniquí para vestir, con las manos y cara talladas, aunque bien se podría tratar de una escultura sedente a la que la gubia ha cortado los brazos y piernas.
Hay también un Cristo de la Veracruz, tallado en madera de cedrus, del que podemos fechar por su trazado y ejecución en los siglos XV o XVI y un Cristo Yacente de la cofradía del Santo Entierro.
Otra obra es la imagen de Ntra. Señora de la Soledad de gran fervor popular y que procesiona la noche del Viernes Santo siguiendo a la imagen descrita anteriormente, la del Cristo Yacente.
Las pinturas son obra de las monjas Orden de las hermanas pobres de Santa Clara que fundaron el Monasterio de Ntra. Señora de Palomares en 1.950. El edificio fue construido en 1.757, restaurada en 1.906 y en 1994 se terminó una nueva restauración del exterior, interior y techumbre.

## Leyenda
La imagen de la patrona fue encontrada, según cuenta la leyenda popular, por un campesino de Trebujena mientras labraba su tierra con una yugo de bueyes dentro de una cueva —en el suelo— en la cual entró una paloma, de ahí el nombre de Ntra. Señora de Palomares; esta aparición fue allá por el año de 1.444, en el pago de El Algarve.